# Cantone di Rochemaure
Il Cantone di Rochemaure era un cantone della Francia dell'arrondissement di Privas.
A seguito della riforma approvata con decreto del 13 febbraio 2014, che ha avuto attuazione dopo le elezioni dipartimentali del 2015, è stato soppresso.

## Composizione
Comprendeva i comuni di:
- Cruas
- Meysse
- Rochemaure
- Saint-Martin-sur-Lavezon
- Saint-Pierre-la-Roche
- Saint-Vincent-de-Barrès
- Sceautres